# Ogcodes fuscus
Ogcodes fuscus är en tvåvingeart som först beskrevs av Enrico Adelelmo Brunetti 1912.  Ogcodes fuscus ingår i släktet Ogcodes och familjen kulflugor. Inga underarter finns listade i Catalogue of Life.